# Slottet Ali Pasha

Slottet Ali Pasha Tepelena[källa behövs] eller Slottet Porto Palermo är ett slott i Vlorë, nära Himara i Albanien. 
Slottet byggdes i form av en pentagon av en fransk ingenjör.